# Altona (hrabstwo Clinton)
Altona – jednostka osadnicza w Stanach Zjednoczonych, w stanie Nowy Jork, w hrabstwie Clinton.